# Coiffy-le-Haut
Coiffy-le-Haut is een gemeente in het Franse departement Haute-Marne (regio Grand Est) en telt 119 inwoners (2009). De plaats maakt deel uit van het arrondissement Langres.

## Geografie
De oppervlakte van Coiffy-le-Haut bedraagt 9,6 km², de bevolkingsdichtheid is dus 12,4 inwoners per km².
De onderstaande kaart toont de ligging van Coiffy-le-Haut met de belangrijkste infrastructuur en aangrenzende gemeenten.

## Demografie
Onderstaande figuur toont het verloop van het inwonertal (bron: INSEE-tellingen).